# Свети Мина (Фотинища)
„Свети Мина“ (на гръцки: Αγίου Μηνά) е православна църква, разположена в село Фотинища (Фотини), дем Костур, Гърция. Храмът е част от Костурската епархия.

## Местоположение
Църквата е разположена на около 1 km западно от селото на североизточния бряг на Костурското езеро.

## История
Храмът е построен около 1820 година. Изписан е в 1829 – 1830 година от местни майстори, като стенописите са запазени.
В 1960 година е предприет мащабен ремонт, при който цялостно е променена оригиналната форма на храма. Премахната е женската църква, намалена е височината на покрива, съборена е и цялата източна част, където се е намирал олтарът. От източната страна му е достроен по-голям като дължина наос, като е запазена ширината на стария. Старата част на църквата днес изглежда като нартекс с по-нисък покрив.
Информация за първоначалната конструкция е запазена от Панделис Цамисис (1949). Входът на храма, над който се е имало зографски надпис е разрушен заедно с източната страна. Цамисис съобщава, че е имало рисувана украса по всички стени на храма, както и в женската църква. Надписът, както е разчетен тогава, е следният:
| „ | ΙΣΤΟΡΗΘΗ Ο ΘΕΙΟΣ ΚΑΙ ΠΑΝΣΕΠΤΟΣ ΝΑΟΣ ΤΟΥ ΑΓΙΟΥ ΜΕΓΑΛΟΜΑΡΤΥΡΟΣ ΜΗΝΑ ΚΑΙ ΔΙΑ ΒΟΗΘΕΙΑΝ ΤΗΣ ΧΩΡΑΣ ΚΑΙ ΕΠΙΤΡΟΠΟΥ ΚΥΡ ΔΗΜΗΤΡΙΟΥ ΤΟΥ ΠΟΤΕ ΣΤΕΦΑΝΗ ΚΑΙ ΕΠΙΜΕΛΕΙΑ ΝΠΝΑ ΑΡΧΙΕΡΑΤΕΥΟΝΤΟΣ ΤΟΥ ΠΑΝΙΕΡΟΤΑΤΟΥ ΚΥΡΙΟΥ ΚΥΡΙΟΥ ΝΙΚΗΦΟΡΟΥ ΙΕΡΑΤΕΥΟΝΤΟΣ ΠΑΠΑ ΑΓΓΕΛΗ 1830 ΜΑΙΟΥ 30 ИЗПИСА СЕ СВЕТАТА И ВСЕПОЧИТАЕМА ЦЪРКВА НА СВЕТИЯ ВЕЛИКОМЪЧЕНИК МИНА С ПОМОЩТА НА СЕЛОТО И НА ЕПИТРОПА ГОСПОДИ ДИМИТРИОС СТЕФАНИС И ПОД ГРИЖИТЕ НА НЕГОВО СВЕТЕЙШЕСТВО ГОСПОДИН ГОСПОДИН НИКИФОР ПРИ ОТЕЦ АНГЕЛИС 1830 МАЙ 30. | “ |

Така от вече изгубения надпис става ясно, че църквата е осветена на 30 май 1830 година.

## Стенописи
Иконографската програма на храма е развита върху трите стени (южна, западна, северна) – които са останали от старата конструкция. На унищожената в 1960 година източна стена е имало сцени с дванадесетте апостоли.
- Предателството на Юда
- Христос пред съда на Ана и Каяфа
- Христос пред съда на Пилат
- Бичуване и хулене
- Качване на кръста
- Разпятие, повредена в горната част сцена